# Via del Mare (sentiero)
La Via del Mare (VM) è un sentiero che collega la pianura padana al mar Ligure, da Tortona a Portofino attraversando l'Appennino ligure e perpendicolare al tracciato dell'Alta via dei Monti Liguri. 

## Percorso
Il percorso corrisponde all'unione della Greenway Milano-Varzi e della via del sale, un antico percorso per il commercio del sale, e non solo, che correva in gran parte nei feudi controllati dalla famiglia Malaspina, da Varzi, verso Genova o verso Sori, Recco o Portofino.
Su questo asse centrale si innestano diversi raccordi e la "rete di percorsi verdi" si estende su un territorio di 11.000 km quadrati e interessa le province di Pavia, Milano, Piacenza, Alessandria e Genova. I territori interessati si estendono dalla pianura di Milano, Pavia, Piacenza e Alessandria ﬁno alla Riviera ligure di Levante, passando per i colli dell'Oltrepò Pavese, del piacentino e dell'alessandrino e i monti e i crinali delle valli Staffora, Versa, Tidone, Curone, Borbera, Trebbia, Scrivia e Fontanabuona.

## Storia
Il sentiero è interessato da un progetto promosso a partire dal 2009 dalle province di Pavia e di Genova, il Parco naturale lombardo della Valle del Ticino, il Parco naturale regionale dell'Antola e il Parco naturale regionale di Portofino per la creazione di un percorso escursionistico tra Milano e Portofino con un asse centrale di 170 km di lunghezza (Milano, Pavia, Voghera, Varzi, monte Chiappo, Capanne di Cosola, monte Carmo, Capanne di Carrega, monte Antola, Torriglia, monte Lavagnola,Bargagli, Lumarzo, Uscio, Ruta, Pietre Strette e Portofino).